# Paragaleus leucolomatus
Espèce
Statut de conservation UICN

 VU  : Vulnérable
Paragaleus leucolomatus est une espèce de requins de la famille des Hemigaleidae.

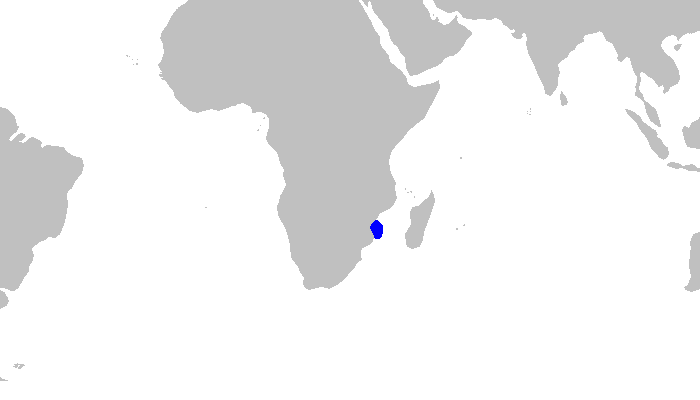
Distribution connue.

Cette espèce n'est connue que par un seul spécimen pêché à Kosi Bay (en) en Afrique du Sud (26° 53′ 42″ S, 32° 49′ 32″ E). Il s'agissait d'un mâle mesurant 96 cm.